# Synagogue de Ma'oz Hayyim

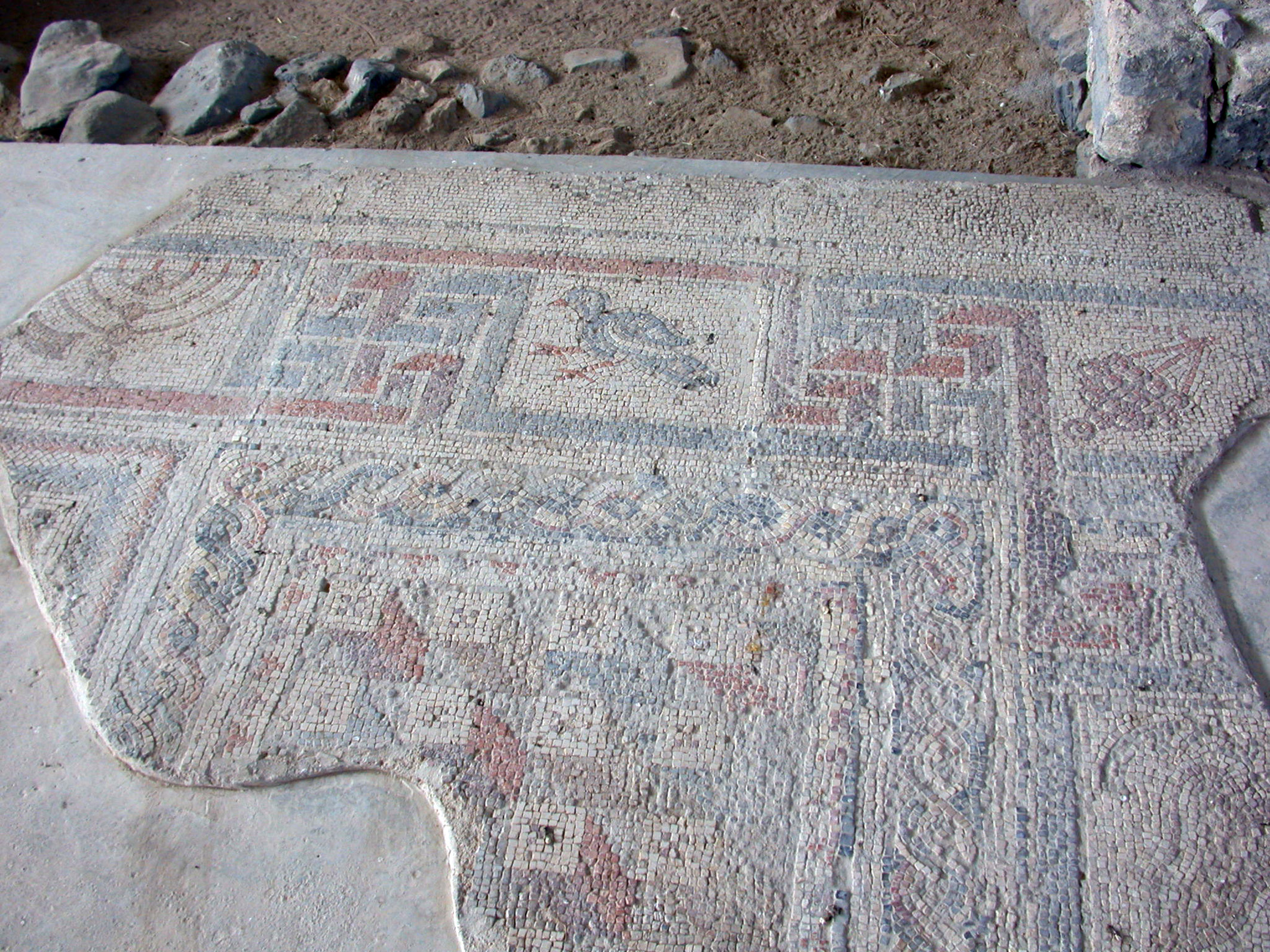
Synagogue de Ma'oz Hayyim

La synagogue de Ma'oz Hayyim est un édifice de culte juif antique situé en Israël dans la vallée de Beït Shéan. Elle a été construite au Ve siècle et est restée en usage jusqu'au VIIe siècle.

## Description
La première salle de prière de la synagogue est un rectangle de 12,65 m sur 11,40 m subdivisé par deux colonnades dans le sens longitudinal. Le mur sud est orienté vers Jérusalem et la plateforme du bimah est appuyé contre lui. À cette première phase de la fin du IVe siècle en succède une seconde au siècle suivant qui voit la salle de prière agrandie de 4 m vers le nord, et l'aménagement d'une abside dans le mur sud pour accueillir l'Arche sainte. L'entrée se fait par deux portes dans le mur est. Le dallage de phase initiale est remplacé par de grande mosaïques géométriques, avec une ménorah près de l'abside.
Une dernière phase d'aménagement voit l'adjonction de bancs le long des murs et le remplacement de la mosaïque par une autre, au VIe siècle.